# Vraždy v Midsomeru
Vraždy v Midsomeru (v anglickém originále Midsomer Murders) jsou britský televizní seriál, odehrávající se ve fiktivním hrabství Midsomer s ústředním sídlem Causton. Vychází z románů Caroline Grahamové, které pro televizi adaptoval Anthony Horowitz. Seriál se vysílá od roku 1997, prozatím bylo odvysíláno 138 epizod (k únoru 2023).
Úvodní znělka seriálu a hlavní melodie byla vytvořena pomocí bezkontaktního hudebního nástroje thereminu.
Hlavním hrdinou je detektiv šéfinspektor John Barnaby, kterého hraje Neil Dudgeon od roku 2011. Vystřídal tak Johna Nettlese, který hrál šéfinspektora Toma Barnabyho od roku 1995. V českém znění jej dabuje pro TV Prima Ladislav Frej či pro Hallmark Petr Štěpánek nebo Jiří Hromada. Barnabyho podřízení jsou seržant Gavin Troy (Daniel Casey, v českém znění Martin Sobotka pro TV Prima), seržant Dan Scott (John Hopkins, v českém znění Martin Stránský pro TV Prima) a konstábl Ben Jones (Jason Hughes, v českém znění Radovan Vaculík pro TV Prima). Inspektor Barnaby vyšetřuje v každém díle několik vražd, které se stanou ve zdánlivě poklidném prostředí anglického venkova.

## Styl pořadu
Pořad má svůj vlastní styl. Je téměř výhradně vsazen do uzavřeného, rustikálního anglického hrabství Midsomer. Toto prostředí poskytuje, při vzájemných třecích plochách postav, možnost trpkého humoru vycházejícího ze sebeironického pozorování.
Tato podívaná často podtrhává lidskou přetvářku. Pro nezasvěceného pozorovatele je Midsomer pestrobarevné, klidné a prosperující hrabství, avšak za dobře zastřiženými ploty a za kriketem na vesnických pažitech se skrývá společnost překypující všemi druhy neřestí. Postava Barnabyho tak, naproti tomu, poskytuje stabilní domácí život a výjimečnou morální autoritu.
Každý příběh je pečlivě vystavěn, s rozličnými dějovými linkami a dlouhými nevyřešenými záhadami matoucí i samotné detektivy. Jsou tu často lichá vyústění – falešné stopy – jako například ty, které nabízejí drobné prohřešky nebo skrývají nějaké temné tajemství, jež mělo být ukryto před světem. Na rozdíl od neblahého pohledu, což je typická dějová záležitost skrz celý seriál, si příběh uchovává přetrvávající smysl pro humor.
Místní obyvatelé prožívají evidentně velké množství úmrtí, zvlášť pokud si uvědomíme, že Midsomer je malé, venkovské hrabství. Díky bizarnímu prostředí místa nám to však nepřipadá nikterak nepříhodně. Pořad místy dokonce počítá s nedostatkem realismu, s postavami často komentujícími překvapivě velké množství úmrtí. Pro lepší příklad, v jednom z dřívějších případů Barnabyho (v epizodě nazvané Král rybář), se detektiv Dan Scott ptá: „To tady máte běžně tolik mrtvých?“ Barnaby suše odpovídá: „Na to si časem zvykneš.“

## Vysílání
| Řada        | Díly        | Premiéra ve VB     | Premiéra ve VB     | Premiéra v Česku  | Premiéra v Česku  |
| Řada        | Díly        | První díl          | Poslední díl       | První díl         | Poslední díl      |
| ----------- | ----------- | ------------------ | ------------------ | ----------------- | ----------------- |
| pilotní díl | pilotní díl | 23. března 1997    | 23. března 1997    | 1. července 1999  | 1. července 1999  |
| 1           | 4           | 22. března 1998    | 6. května 1998     | 8. července 1999  | 29. července 1999 |
| 2           | 4           | 20. ledna 1999     | 19. září 1999      | 5. srpna 1999     | 19. července 2000 |
| 3           | 4           | 31. prosince 1999  | 5. února 2000      | 19. srpna 1999    | 2. srpna 2000     |
| 4           | 6           | 10. září 2000      | 23. září 2001      | 9. srpna 2001     | 12. července 2002 |
| 5           | 4           | 16. června 2002    | 22. září 2002      | 19. července 2002 | 2. srpna 2002     |
| 6           | 5           | 3. ledna 2003      | 31. ledna 2003     | 9. července 2003  | 6. srpna 2003     |
| 7           | 7           | 2. listopadu 2003  | 25. prosince 2004  | 1. listopadu 2004 | 13. prosince 2004 |
| 8           | 8           | 10. října 2004     | 2. října 2005      | 6. února 2006     | 5. července 2006  |
| 9           | 8           | 9. října 2005      | 24. září 2006      | 3. července 2007  | 21. srpna 2007    |
| 10          | 8           | 12. listopadu 2006 | 11. května 2008    | 14. září 2007     | 9. listopadu 2007 |
| 11          | 7           | 1. ledna 2008      | 5. května 2010     | 5. září 2008      | 17. října 2008    |
| 12          | 7           | 22. července 2009  | 14. dubna 2010     | 5. ledna 2010     | 16. února 2010    |
| 13          | 8           | 10. února 2010     | 2. února 2011      | 7. ledna 2011     | 11. března 2011   |
| 14          | 8           | 23. března 2011    | 11. ledna 2012     | 1. března 2012    | 19. dubna 2012    |
| 15          | 6           | 1. února 2012      | 30. ledna 2013     | 7. dubna 2013     | 7. června 2013    |
| 16          | 5           | 24. prosince 2013  | 12. února 2014     | 2. března 2014    | 30. března 2014   |
| 17          | 4           | 28. ledna 2015     | 18. února 2015     | 5. dubna 2015     | 26. dubna 2015    |
| 18          | 6           | 6. ledna 2016      | 17. února 2016     | 3. května 2016    | 7. června 2016    |
| 19          | 6           | 18. prosince 2016  | 20. května 2018    | 4. července 2017  | 8. srpna 2017     |
| 20          | 6           | 10. března 2019    | 14. ledna 2020     | 24. června 2018   | 8. července 2018  |
| 21          | 4           | 21. ledna 2020     | 28. března 2021    | 2. ledna 2020     | 17. ledna 2020    |
| 22          | 6           | 4. dubna 2021      | 27. srpna 2023     | 8. ledna 2022     | 12. února 2022    |
| 23          | 4           | 14. dubna 2024     | 10. listopadu 2024 | 4. února 2023     | 25. února 2023    |
| 24          | 4           | bude oznámeno      | bude oznámeno      | 16. března 2025   | 29. března 2025   |